# Oleksandr Batjuk (Biathlet)
Oleksandr Oleksandrowytsch Batjuk (ukrainisch Олександр Олександрович Батюк, engl. Transkription Oleksandr Batyuk; * 27. April 1984 in Tschernihiw, Ukrainische SSR) ist ein ehemaliger ukrainischer Biathlet und früherer Langläufer.

## Skilanglauf
Oleksandr Batjuk begann seine Laufbahn im Skilanglauf und startete zuerst 2001 bei einem FIS-Rennen. Bei den Nordischen Junioren-Skiweltmeisterschaften 2002 in Schonach im Schwarzwald wurde er 41. über zehn Kilometer in der freien Technik, 56. im Massenstartrennen über 30 Kilometer und 68. im Sprint. Bessere Ergebnisse erreichte er bei den Juniorenweltmeisterschaften 2004 im schwedischen Sollefteå, als er über die zehn Kilometer im klassischen Stil 24. und im Massenstartrennen über 30 Kilometer 27. wurde. Im Sprint verpasste er aber als 51. erneut die Qualifikation. Bei den 2004 im norwegischen Stryn wurde er gar 16. im Freistilrennen über zehn Kilometer und Neunter mit der ukrainischen Staffel. Lediglich im Sprint konnte er sich als 57. nicht verbessern und scheiterte erneut in der Qualifikation.
Bei der Winter-Universiade 2005 in Innsbruck und Seefeld kam er über hintere Platzierungen nicht hinaus: Er wurde 48. im Massenstartrennen über 30 Kilometer, 66. im Freistilrennen über zehn Kilometer und gar nur 78. im Sprint. Seine besten Ergebnisse (9. und 12. Platz) waren im Dezember 2005 bei zwei Freistilrennen in Finnland. Nach seinen zwei Starts bei den Olympischen Winterspielen 2006, bei denen er 57. in der Verfolgung über 2 × 10 Kilometer und 63. über zehn Kilometer im klassischen Stil wurde, wechselte er zum Biathlon.

## Biathlon
Er bestritt seine ersten Rennen im Biathlon-Europacup zu Beginn der Saison 2006/07 in Obertilliach und wurde 31. in seinem ersten Sprint. Erste Punkte gewann er 2008 als 25. eines Sprintrennens in Langdorf. Bei einem Sprint in Obertilliach konnte er 2009 mit Rang zehn sein bislang bestes Resultat in der zweithöchsten Biathlon-Rennserie erreichen. Zu Beginn der Saison 2008/09 erfolgte auch das Debüt im Biathlon-Weltcup bei einem Sprintrennen in Östersund, bei dem der Ukrainer 81. wurde. 2010 schaffte er mit Platz 55 in Kontiolahti in einem Sprint das bisher beste Ergebnis im Weltcup. Zum ersten Großereignis wurden die Sommerbiathlon-Weltmeisterschaften 2009 in Oberhof. Batjuk startete in den Wettbewerben im Crosslauf und belegte dort die Plätze 32 im Sprint und 21 in der Verfolgung. Erste internationale Meisterschaft im Winter wurden die Biathlon-Europameisterschaften 2010 in Otepää, bei denen der Ukrainer 48. im Einzel, 19. des Sprints sowie im Verfolgungsrennen Siebter wurde. Beim Weltcup-Sprint in Hochfilzen in der Saison 2010/2011 belegte Oleksandr Batjuk den 37. Rang und gewann damit seine ersten Weltcup-Punkte und qualifizierte sich erstmals für ein Verfolgungsrennen.

## Biathlon-Weltcup-Platzierungen
Die Tabelle zeigt alle Platzierungen (je nach Austragungsjahr einschließlich Olympische Spiele und Weltmeisterschaften).
- 1.–3. Platz: Anzahl der Podiumsplatzierungen
- Top 10: Anzahl der Platzierungen unter den ersten zehn (einschließlich Podium)
- Punkteränge: Anzahl der Platzierungen innerhalb der Punkteränge (einschließlich Podium und Top 10)
- Starts: Anzahl gelaufener Rennen in der jeweiligen Disziplin
- Staffel: inklusive Mixed- und Single-Mixed-Staffeln

| Platzierung                      | Einzel | Sprint | Verfolgung | Massenstart | Staffel | Gesamt |
| -------------------------------- | ------ | ------ | ---------- | ----------- | ------- | ------ |
| 1. Platz                         |        |        |            |             |         |        |
| 2. Platz                         |        |        |            |             |         |        |
| 3. Platz                         |        |        |            |             |         |        |
| Top 10                           |        |        |            |             |         |        |
| Punkteränge                      |        | 2      |            |             | 2       | 4      |
| Starts                           | 1      | 11     | 2          |             | 2       | 16     |
| Stand: nach der Saison 2010/2011 |        |        |            |             |         |        |